# OR2A14
OR2A14 (англ. Olfactory receptor family 2 subfamily A member 14) – білок, який кодується однойменним геном, розташованим у людей на короткому плечі 7-ї хромосоми. Довжина поліпептидного ланцюга білка становить 310 амінокислот, а молекулярна маса — 34 993.
| 10         |  | 20         |  | 30         |  | 40         |  | 50         |
| ---------- |  | ---------- |  | ---------- |  | ---------- |  | ---------- |
| MEGNKTWITD |  | ITLPRFQVGP |  | ALEILLCGLF |  | SAFYTLTLLG |  | NGVIFGIICL |
| DCKLHTPMYF |  | FLSHLAIVDI |  | SYASNYVPKM |  | LTNLMNQEST |  | ISFFPCIMQT |
| FLYLAFAHVE |  | CLILVVMSYD |  | RYADICHPLR |  | YNSLMSWRVC |  | TVLAVASWVF |
| SFLLALVPLV |  | LILSLPFCGP |  | HEINHFFCEI |  | LSVLKLACAD |  | TWLNQVVIFA |
| ACVFILVGPL |  | CLVLVSYLRI |  | LAAILRIQSG |  | EGRRKAFSTC |  | SSHLCVVGLF |
| FGSAIVTYMA |  | PKSRHPEEQQ |  | KVLSLFYSLF |  | NPMLNPLIYS |  | LRNAEVKGAL |
| RRALRKERLT |  |            |  |            |  |            |  |            |

A: Аланін

C: Цистеїн

D: Аспарагінова кислота

E: Глутамінова кислота

F: Фенілаланін

G: Гліцин

H: Гістидин

I: Ізолейцин

K: Лізин

L: Лейцин

M: Метіонін

N: Аспарагін

P: Пролін

Q: Глутамін

R: Аргінін

S: Серин

T: Треонін

V: Валін

W: Триптофан

Кодований геном білок за функціями належить до рецепторів, g-білокспряжених рецепторів, білків внутрішньоклітинного сигналінгу. 
Локалізований у клітинній мембрані.